# 2015年新疆系列袭击案
2015年新疆系列袭击案是指2015年发生在新疆维吾尔自治区或与之有关的一系列袭击事件的总称。

## 新疆恐怖袭击

### 一月
- 1月12日10时10分许，有人报警称一可疑人员在喀什地区疏勒县县城一商业区携带炸弹，警方赶到时，袭击者持斧袭警并欲引爆炸弹，被击毙。又发现5人欲引爆炸弹，被警察击毙。警方还发现一辆微型面包车上也有炸弹[1]。
- 1月28日下午三点左右，新疆和田地区于田县兰干乡三名维吾尔族男子驾驶一辆小型货车，通过当地检查站时不停车，两名辅警和一名保安驱车追赶至一个河谷将其截停，试图把三人带到派出所，被拒，警察试图拖走货车，三名维吾尔族男子此时拔刀刺杀两名辅警和一名保安并逃走。次日，警方发现袭击者躲藏在兰干乡的村内，出动约150名武警和特警将其包围，鸣枪示警，袭击者拒绝投降，随即两名年约17和18岁的袭击者被击毙。搜捕过程中当局出动了无人机。1月30日，另一16岁袭击者在村民的一个储藏室被捕。袭击者均是当地村民[2]。

### 二月
- 2月16日，墨玉县普恰克其乡，一名维吾尔族青年在巡逻武警检查时，持刀袭击武警，被击毙。
- 2月17日阿克苏地区拜城县察尔齐镇，一伙人在房中密谋，派出所所长卡西姆带领武警包围房屋并冲入，遭抵抗，袭击者用刀刺死两名公安和两名协警。有部分人逃出屋外，警方向他们开枪射击，射杀9人。十多人被抓。拜城上空有无人机侦察。拜城县公安局发出通缉令。悬赏30万元人民币通缉一男一女，后成功抓捕[3]。

### 三月
- 3月6日，吐鲁番托克逊县发生冲突，造成一名警察五名维吾尔族人死亡。
- 3月8日22时12分，莎车县团结中路7人持刀斧砍杀路人，导致4人死7伤，行凶者被警方全部击毙。
- 3月12日18时许，一伙人在喀什二环路亚比西路一家棋牌室，持刀斧砍杀市民，造成8人受伤，其中3人重伤。警方击毙袭击者4人，抓获3人[4]。
- 3月9日墨玉县普恰克其乡，一名维吾尔族人在被要求查看身份证件时用刀刺死一名警察，两名嫌疑人均被击毙[5]。

### 四月
- 4月19日，和田地区于田县兰干乡,和田警方封锁苏克村及周边的道路，并包围该村一间屋子，击毙六名在屋内策划恐怖袭击的人，包括一名妇女，另有两人逃脱。第二天在邻乡被捕。屋内人持有炸弹，正计划袭击乡政府。死者年龄17至25岁，尸体已被装入黑色塑料袋[6]。

### 五月
- 5月11日夜間9時許，袭击者向洛浦縣洛浦鎮的一處边防檢查站投擲土炸彈，2名公安边防武警死亡，警員开枪擊斃袭击者。12日晨8時許，該檢查站在路口对过往可疑人员搜身时，再遭2名维族妇女人肉炸弹袭击，炸彈系自制，除2人自爆，造成两名武警女战士牺牲，另两名受伤，未造成平民傷亡[7]。袭击者均是洛浦县居民，年龄在18岁到20岁之间。他们步行到检查站用自制炸弹发动袭击，随后挟持一名女医护员乘车逃往境外，当局抓捕未果[8]。
- 5月25日晚和田墨玉县扎瓦乡派出所，6名20至26岁的人试图使用自制炸弹袭击巡逻军警，袭击者2人被击毙、4人逃亡。当地政府动员扎瓦乡全体年龄在18岁至60岁的男子参与搜查[9]。

### 六月
- 6月疏勒县4名年轻袭击者在检查站刺杀一名特警然后开车逃跑。被特警打死2人。6月10日皮山县固玛镇身份可疑者聚集，一百多名武警前往围捕至少击毙8人[10]。
- 6月22日喀什一个边境交通检查站遭武装袭击，恐怖分子开车冲破执勤岗哨，抢走遇害官兵的武器，随后冲进男女旅检区、官兵办公区和宿舍区，射杀在场的群众和边防武警，造成十余名武警边防官兵和多名群众遇害。

。

### 九月
- 9月3日莎車縣凌晨傳出爆炸及槍聲[12]。

- 9月18日凌晨，据外电报道，一批襲撃者为抢劫炸药，襲擊阿克蘇地區拜城縣某煤礦宿舍，并驾驶載煤卡車衝撞警車襲擊警員，造成至少十人死亡，包括五名警察[13]。（一说死亡50多人[14]。） 11月14日上午，中国官方宣布将凶手全歼，全部逃亡分子尸体被找到[15]。新疆警方宣布这是一起境外极端组织直接指挥暴力恐怖团伙实施的暴力恐怖袭击案件。

### 十二月
- 12月11日，新疆政府表示阿克苏地区公安局党委委员、副局长买买提江·托乎尼亚孜在搜捕时被恐怖分子杀害，被追认为烈士。数万名当地群众参与抓捕袭击者，拜城县24位农牧民作为群众代表，被授予“反恐勇士”荣誉称号。抓捕行动中40多名参战人员坠崖摔伤，8匹马运送物资途中坠崖摔死[16]。

## 新疆以外
- 7月13日上午，遼寧省沈阳市警员在沈河区抓捕16名涉恐犯罪嫌疑人。14时30分许，沈阳警方出动200余人在副市长、局长许文有的现场直接指挥下，在沈河区东顺城内街86号出租房内，抓捕涉恐犯罪嫌疑人，4名反抗者戴头套，持长刀、钝器，呼喊圣战口号砍杀民警。特警近距离开枪击毙3名男性，击伤一名女性（阿曼古丽·买提吐送，28岁，维吾尔族，新疆和田地区洛浦县人）送医院抢救。带走3名随行儿童[17]。

- 7月24日凌晨5时警方在浙江温州抓获2名男性，现场查获爆炸物5枚及刀具等。其後警員擊斃另外兩人。他们预谋炸毁公交车[18]。

- 9月7日晚11时15分，河南郑州闹市区古玩城附近的大学路与淮河路交叉口，涉恐犯罪嫌疑人与警察爆发枪战，双方共开了十来枪，一名维族人及一名警察死亡。另有至少两名维族人分别驾一辆无牌红色日产汽车和一辆挂河南临时车牌的白色现代汽车逃走，白车上的人手持凶器。特警追捕一名年约30岁在逃维族人，身高1.7米，留平头身怀凶器。据称西三环一名穿黑上衣、蓝裤子的维族人杀了人，向东面逃走[19]。

- 2015年年初，河北石家庄公安抓获了曾經在敍利亞受訓後返回中國的「東伊運」成員的新疆籍嫌疑人艾克拜爾，他预谋炸毀石家莊一商场，並培訓及安排更多恐怖分手在中國不同城市發動恐怖襲擊 [20]。

- 12月，4名伊吉拉特人员预谋在山西境内恐怖袭击，被山西省公安厅抓获[21]。